# Luca Gattuso
Luca Gattuso (Milano, 10 maggio 1964) è un conduttore radiofonico e giornalista italiano.

## Biografia
Ha iniziato la sua carriera radiofonica a 21 anni, lavorando per l'emittente Radio Popolare dove ha condotto le fortunate trasmissioni "Sunday blues" e "Muoviti muoviti" insieme a Davide Facchini. Collabora inoltre con la redazione notizie oltre ad essere l'esperto di leggi e sistemi elettorali della storica emittente milanese. 
Dal 2000 al 2012 ha condotto su Radio Due la trasmissione Catersport, insieme a Sergio Ferrentino, Giorgio Lauro e Marco Ardemagni. Con Sergio Ferrentino nel 2013 ha curato e condotto a Radio 24 la trasmissione d'intrattenimento sportivo "Dai & Vai".
È stato consigliere federale, nonché responsabile comunicazione, della Federazione Italiana Cronometristi.
Attualmente insegna Storia dei Media alla Civica Scuola di Cinema «Luchino Visconti» di Milano.

## Opere
- Sergio Ferrentino, Luca Gattuso, Tiziano Bonini, Vedi alla voce Radio Popolare, Milano, Garzanti editori, 2006.